# Rachyut
Koordinaten: 16° 44′ N, 53° 20′ O
Rachyut (arabisch رخيوت, DMG Raḫyūt) ist ein Fischerdorf und ein Verwaltungsbezirk (Wilaya) im Gouvernement Dhofar im südwestlichen Oman.

## Demographie
Die Bevölkerung im Verwaltungsbezirk Rachyut wuchs lt. offiziellen Angaben in den Jahren von 2003 bis 2008 jährlich um durchschnittlich 3,3 %, wobei der CAGR des Inländeranteils um 2,2 % und der CAGR des Ausländeranteils weitaus stärker um 10,1 % anstieg. Die Zahlen im Einzelnen:
| Wilaya Rachyut    | 2010   | 2009   | 2008   | 2007   | 2006   | 2005   | 2004   | 2003   |
| ----------------- | ------ | ------ | ------ | ------ | ------ | ------ | ------ | ------ |
| Gesamtbevölkerung | 4501   | 5681   | 5290   | 5106   | 4879   | 4754   | 4598   | 4488   |
| davon Inländer    | 3859   | 4457   | 4340   | 4237   | 4145   | 4049   | 3955   | 3900   |
| davon Ausländer   | 642    | 1224   | 950    | 869    | 734    | 705    | 643    | 588    |
| Ausländerquote    | 14,3 % | 21,5 % | 18,0 % | 17,0 % | 15,0 % | 14,8 % | 13,2 % | 12,3 % |

## Sehenswürdigkeiten
Der Ort liegt ungefähr 133 km südwestlich von Salala. Eine steile Straße führt von der gut ausgebauten und asphaltierten Hauptstraße Nr. 45 zum Dorf mit seinem schönen Strand hinunter.